# Gurania tonduziana
Gurania tonduziana là một loài thực vật có hoa trong họ Cucurbitaceae. Loài này được Donn.Sm. mô tả khoa học đầu tiên năm 1901.